# 쟈코비플래닛
쟈코비플래닛(영어: Jacoby Planet)은 4명으로 이루어진 대한민국의 록 밴드이다.

## 구성원
- 쟈코비 - 보컬, 랩
- 최다빈 - 드럼
- 정용훈 - 베이스
- 이정문 - 키보드

## 음반

### 미니 앨범
- The Creative Partner (2016년)

### 싱글 앨범
- Love & Peace (2016년)
- MIDNIGHT DRIVE (2017년)